# Funky Technician
Albums de Lord Finesse & DJ Mike Smooth
Return of the Funky Man
(1992)
Singles
1. Baby, You Nasty
Sortie : 1989
2. Strictly for the Ladies
Sortie : 1990

Funky Technician est le premier album studio de Lord Finesse et DJ Mike Smooth, sorti le 6 février 1990.
L'album s'est classé 93e au Top R&B/Hip-Hop Albums.
En 1998, le magazine The Source a inclus Funky Technician dans sa liste des « 100 meilleurs albums de rap ».

## Liste des titres
| No  | Titre                                                       | Auteur                              | Contient un (des) sample(s) de | Durée |
| --- | ----------------------------------------------------------- | ----------------------------------- | --- | ----- |
| 1.  | Lord Finesse's Theme Song Intro (Produit par DJ Premier)    | Robert Hall, Christopher E. Martin  | Parade Strut (Instrumental) de J.J. Johnson | 1:06  |
| 2.  | Baby, You Nasty (New Version) (Produit par DJ Premier)      | R. Hall, C. Martin                  | Coldblooded de James Brown | 5:08  |
| 3.  | Funky Technician (Produit par Diamond D)                    | R. Hall, Joseph Kirkland            | Blind Man Can See It de James Brown Vapors de Biz Markie The Symphony de Marley Marl et Big Daddy Kane featuring Masta Ace, Craig G et Kool G Rap | 4:43  |
| 4.  | Back to Back Rhyming (featuring A.G. – Produit par Showbiz) | R. Hall, Rodney Lemay, Andre Barnes | Kiba du Fatback Band I Ain't No Joke d'Eric B. & Rakim                                                                                            | 3:26  |
| 5.  | Here I Come (Produit par Diamond D)                         | R. Hall, J. Kirkland                | Take Some...Leave Some de James Brown Track the Movement de Lord Finesse et DJ Mike Smooth                                                        | 4:35  |
| 6.  | Slave to My Soundwave (Produit par DJ Mike Smooth)          | R. Hall, M. Smooth, C. Martin       | Do the Funky Penguin de Rufus Thomas Itch and Scratch (Part I) de Rufus Thomas Poison de Kool G Rap et DJ Polo                                    | 3:23  |
| 7.  | I Keep the Crowd Listening (Produit par Diamond D)          | R. Hall, J. Kirkland                | Impeach the President des Honey Drippers Introduction de Cannonball Adderley Move the Crowd d'Eric B. & Rakim                                     | 4:12  |
| 8.  | Bad Mutha (Produit par Diamond D)                           | R. Hall, J. Kirkland                | The Boss de James Brown | 4:37  |
| 9.  | Keep It Flowing (featuring A.G. – Produit par DJ Premier)   | R. Hall, C. Martin, A. Barnes       | Scorpio de Dennis Coffey & The Detroit Guitar Band                                                                                                | 3:22  |
| 10. | Lesson to Be Taught (Produit par DJ Premier)                | R. Hall, C. Martin                  | Sexy Mama des Moments I'm Still #1 des Boogie Down Productions Children R the Future de Big Daddy Kane                                            | 5:02  |
| 11. | Just a Little Something (Produit par Showbiz)               | R. Hall, R. Lemay                   | | 3:05  |
| 12. | Strictly for the Ladies (Produit par DJ Premier)            | R. Hall, C. Martin                  | A Lover Was Born de Lee Dorsey Smooth Operator de Big Daddy Kane                                                                                  | 5:18  |
| 13. | Track the Movement (Produit par DJ Premier)                 | R. Hall, C. Martin                  | Never Had a Dream des Ohio Players Take Me Just as I Am de Lyn Collins Jack of Spades des Boogie Down Productions                                 | 5:36  |